# Wolfgang Suppan (Komponist)
Wolfgang Suppan (* 1966 in Vöcklabruck) ist ein österreichischer Komponist.

## Leben
Wolfgang Suppan studierte bei Dieter Kaufmann und Michael Jarrell an der Universität für Musik und darstellende Kunst in Wien und besuchte weitere Kurse in Berlin, Salzburg und Paris.
Seit 1996 ist er Dozent an der Wiener Musikuniversität. 1997 war Wolfgang Suppan künstlerischer Leiter des Kulturspektakels/Stadtinitiative Wien.
Seine Werke werden bei bedeutenden Festivals gespielt, wie den Salzburger Festspielen, Wien Modern, musikprotokoll Graz, den Donaueschinger Musiktagen, der Musikbiennale Zagreb, von Interpreten wie dem Hagen Quartett, Klangforum Wien, Ensemble SurPlus Freiburg, Ensemble l'Itinéraire Paris oder dem SWR Sinfonieorchester Baden-Baden und Freiburg.
Neben der intensiven Beschäftigung mit Elektronischer Musik gilt sein Interesse spartenübergreifenden Projekten mit Film, Tanz und Literatur.

## Auszeichnungen (Auswahl)
- Stipendium der Alban Berg Stiftung 1992
- Würdigungspreis des Bundesministers für Wissenschaft, Forschung und Kunst 1995
- Theodor Körner Preis 1995
- Stipendium der Akademie Schloss Solitude, Stuttgart 1998–99
- Förderpreis für Musik der Stadt Wien 2000
- Staatsstipendium für Komposition 2000
- Publicitypreis der SKE 2003
- Artist in Residence des Berliner Künstlerprogramms/DAAD 2008
- Artist in Residence am ICST Zürich 2012

## Werke (Auswahl)

### Orchester
- Alea für Streichorchester (1997)[3]
- Moment musical für kleines Orchester (2001)[3]
- Phase (Idyll IV) für Orchester und Live-Elektronik (2004/05)[3]
- Butho für Orchester (2007)[3]
- Lakunen für 22 Streicher (2010)[3]

### Ensemble
- Idyll II für Ensemble (15 Spieler) und Zuspielung (2000)[3]
- Drifting Layers für Ensemble (8 Spieler) und Zuspielung (2001)[3]
- Drift für Ensemble (7 Spieler) und 4-kanal Zuspielung (2002)[3]
- Geometria autunnale für Ensemble (6 Spieler)[3]
- Linien und Fisch für 3 Ensemblegruppen und Live-Elektronik (2009)[3]
- Chromatic Bias für Ensemble (8 Spieler) und 8-kanal Zuspielung (2013/14)[3]
- Welten... auseinander für Sopran, Ensemble (7 Spieler) und 4-kanal Zuspielung (2021/22)[4]

### Kammermusik
- Duett für Klavier und Schlagzeug (1995)[3]
- Trio-Arabesken für Flöte, Klavier, Violoncello und Live-Elektronik (1995)[3]
- Duett II für Harfe und Klavier (1996)[3]
- Duett III für Violine und Klavier (2004–2006)[3]
- Land von Moab für Flöte, Schlagzeug und Live-Elektronik (2008)[3]
- Ulam für zwei Bassklarinetten (2008/09)[3]
- Locus solos für Klavier und Violine (2013)[3]
- Camouflage für 12 Saxophone (2013)[3]
- Aequale für 3 Klarinetten (2016)[3]
- Haiku für Flöte, Klarinette und Akkordeon (2016)[3]
- Iktus für Violine, Violoncello und Klavier (2023)[4]

### Solo
- Solo für Bassklarinette (1995)[3]
- Grunds für Klavier (1996)[3]
- Idyll III für Schlagzeug und Live-Elektronik (2000)[3]
- Studie I für Posaune und Live-Elektronik (2002)[3]
- Studie II für Sheng und Live-Elektronik (2004)[3]
- Aplomb für Klavier und Live-Elektronik (2009)[3]
- Rubikon für Flöte und Live-Elektronik (2010/15)[3]
- Resume für Klavier (2011)[3]
- Unruh für Klavier (2016)[3]
- Influx für Orgel (2017)[3]
- Regenbild für Klavier (2017)[3]
- Pascals Zimmer für Klavier (2017)[3]
- Alter ego für Horn und 4-kanal Zuspielung (2023)[4]

### Vokal
- emile Lieder für 2 Soprane, Mezzo, Alt und Zuspielung (1999)[3]
- weiten und male für Tenor, Violine, Gamepad und Live-Elektronik (2007)[3]
- Der Nil für Sopran und Klavier (2018)[3]
- Die Nacht für Sopran und Klavier (2018)[3]
- Die Terrasse für Sopran und Klavier (2018)[3]
- Das Korn für Sopran und Klavier (2018)[3]

### Musiktheater
- Engel und Narziss (2000)[3]
- Engel aus Feuer. Oper in fünf Akten und sieben Szenen. Bearbeitung von Sergej Prokofjews Oper für Ensemble (2009/10)[3]

## CD-Einspielungen (Auswahl)
- Studie. Auf der CD Komponistenforum Mittersil – Musik und Kind, Bertl Mütter, Wolfgang Suppan (Einklang Records; 2003)
- weiten und male. Auf der CD Alpenglühen, Ensemble Integrales (col legno; 2009)
- Butho. Auf der CD 102 Masterpieces, ORF Radio-Symphonieorchester Wien, Gottfried Rabl (ORF; 2010)
- Ulam. Auf der CD ShortCuts, Duo Stump-Linshalm (Einklang Records; 2010)
- Rubikon. Auf der CD Flute extended, Sylvie Lacroix (ORF; 2015)
- Phase/Idyll IV, Drifting Layers, Moment musical, Secure the Shadow, Idyll I, Grounds. Auf der Portrait-CD Wolfgang Suppan der Reihe Zeit-Ton, SWR Orchester, Klangforum Wien, Ensemble die reihe, NewTon Ensemble, Mathilde Hoursiangou (ORF; 2018)
- Influx. Auf der CD Horizon, Wolfgang Kogert (Cantate; 2022)